# Common Missile
Common Missile (чит. «Ко́ммон ми́ссайл», в пер. с англ. — «общ[евойсков]ая ракета») — американский проект четырёхступенчатой межконтинентальной баллистической ракеты, разрабатывавшейся в конце 1970-х годов для нужд ВВС и ВМС США как баллистической ракеты шахтного базирования и баллистической ракеты подводных лодок соответственно. Ракета предполагась в качестве альтернативы для МБР «Пискипер» и замены БРПЛ «Посейдон» и «Поларис-3», наряду с проектами МБР «Минитмен-3» и «Миджетмен», с целью снижения бюджетных расходов и с перспективой постановки на вооружение не ранее 1990-х годов. Представляла собой модифицированный для размещения в шахтных пусковых установках вариант БРПЛ «Трайдент-2». Для сохранения и поддержания стратегического оборонительного потенциала США на имеющемся уровне арсенал ракет ВВС на боевом дежурстве в шахтных пусковых установках должен был составить не менее 170 ракет. Ракета удовлетворяла требованиям советско-американских соглашений об ограничении стратегических вооружений (ОСВ-1 и ОСВ-2). В силу необходимости постоянного согласования между двумя указанными видами вооружённых сил и имеющихся межвидовых противоречий проект не продвинулся дальше проведения научно-исследовательских работ. Экспертный совет Комиссии по стратегическим силам при Президенте США в своём отчёте от 6 апреля 1983 года по итогам рассмотрения ведущихся программ стратегического ракетного вооружения рекомендовал главе государства Рональду Рейгану воздержаться от продолжения проекта ввиду перспективы снижения боевых возможностей американских сил ядерного сдерживания в части досягаемости до целей и мощности ядерного арсенала, а также прогнозируемой длительности работ по проекту.

## Предыстория
Проволочки с утверждением в Федеральном бюджете США на 1978-1979 гг. требуемой расходной части на продолжение работ над ракетами «Пискипер», вызванные протестами со стороны ряда конгрессменов относительно целесообразности полномасштабного принятия ракеты на вооружение до устранения обнаруженных недостатков с учётом всех заявленных замечаний, привели к активизации научно-исследовательских работ по двум основным направлениям: 1) Доработка самой ракеты «Пискипер», в частности подыскания альтернативных способов базирования и повышения живучести ракет, 2) Разработка доступных аналогов. Непосредственным результатом второго направления работ стало появление проекта «Коммон миссайл». Указанная тематика работ получила название «Тема Хепфера-Кларка» по фамилиям двух основных идейных вдохновителей проекта — заместителя начальника Управления разработки систем и вооружения ВВС по разработке межконтинентальных и космических ракет генерал-майора Джона Хепфера и начальника Управления программ разработки стратегических систем ВМС контр-адмирала Гленвуда Кларка. Поскольку администрация Картера давила на военных по вопросу унификации и повышения эффективности стратегических вооружений при одновременном снижении бюджетных расходов, совместный межвидовый проект ВВС и ВМС по разработке общевойсковой стратегической ракеты, который ко всему прочему реализовывал уже имеющиеся технологические наработки, виделся чиновникам из Администрации президента наиболее оптимальным решением указанного вопроса, что и обусловило активизацию работ по проекту сравнительно малогабаритной «КМ», вопреки позиции, занятой частью командования ВВС, настаивавшей на том, что ракетным войскам требуются массивные тяжёлые МБР, способные доставить до целей в глубине территории противника наибольшее количество боевых блоков. Заместитель министра обороны по науке Уильям Перри, поддержавший идею разработки «КМ», парировал тем, что разрабатываемая ракета, при условии оснащения ею ВВС и ВМС в достаточном количестве, за счёт массирования средств ядерного удара сможет доставить не меньшее количество боевых блоков, а самое главное, будет удовлетворять требованиям ОСВ-2.

## Разработка
С учётом требований флота ракета проектировалась под размеры пусковых шахт атомных подводных лодок-носителей ракет семейства «Трайдент» с люками доступа для технического обслуживания непосредственно в море. Авиационные требования заключались в том, чтобы ракета свободна размещалась в ШПУ ракет семейства «Минитмен» при минимальном переоборудовании последних, а также была обеспечена устойчивость ракеты в транспортно-пусковом контейнере к поражающим факторам ядерного взрыва (вибрационно-колебательным нагрузкам, сотрясающим конструкции ШПУ в момент взрыва). Кроме того, поскольку ракета должна была свободно помещаться и запускаться из ШПУ, предъявлялись повышенные требования к жаропрочности стенок корпуса, для защиты от наслоения высококоррозийного нагара газообразной пылевой смеси с продуктами сгорания топлива, отражёнными от поверхности ствола шахты. Таким образом, ВВС контролировали ход работ над первыми ступенями ракеты, в то время как ВМС отвечали за систему наведения, а также за узлы и агрегаты, задействованные на терминальном участке траектории полёта. Одновременно с этим, в ВВС разрабатывался собственный проект — Mostly Common Missile с усовершенствованной инерциальной навигационной системой (advanced inertial reference sphere guidance system), аналогичной применяемой на МБР «Пискипер», и жидкостным ракетным двигателем четвёртой ступени на двухкомпонентном топливе. При условии одобрения проекта «КМ» высшим военно-политическим руководством страны предполагалось доработать его и подготовить для лётных испытаний к 1987 году. В случае выхода ВМС из проекта собственный проект ВВС был бы готов ориентировочно к 1988 году, с перспективой заступления первого оснащённого указанными МБР соединения ракетных войск на боевое дежурство в 1990 году, с завершением развёртывания наземных сил ракетных войск к 1993 году. Экономия бюджетных средств в случае принятия проекта к дальнейшей работе при условии отказа от МБР «Пискипер» и других альтернативных проектов оценивалась в $1,8 млрд. Межвидовое исследование перспектив совместного использования (commonality study) ракеты с защитой аванпроекта состоялось в 1978 году. Общая стоимость программы работ оценивалась в $32,6 млрд (в ценах 1982 бюджетного года), из которых $15,2 млрд или около половины — на закупку ракет и сопутствующего оборудования. Две указанные ракеты («Пискипер» и «КМ») требовали одинаковых средств противоракетной обороны пунктов базирования, имели полностью одинаковые и полностью взаимозаменяемые системы управления огнём, системы жизнеобеспечения, шахты со стволами одинакового диаметра с одинаковыми средствами наземного обслуживания, электросетями, одинаковую последовательность заряжания и обслуживания, и, как следствие, одинаковые программы подготовки личного состава и обслуживающего персонала, а также одинаковые учебные средства, тренажёры операторов. Местом начального развёртывания соединений ракет с высокой вероятностью являлась малонаселённая горно-пустынная местность в районе авиабазы «Уоррен» в штате Вайоминг, в дополнение к которой в качестве потенциальных пунктов базирования рассматривались ещё четыре географические локации. Категория безопасности охраняемых объектов ракетных войск в пунктах базирования оценивалась как высочайшая.
Однако из-за несогласованности проектов и требований для авиации и флота и отсутствия в руководстве проекта единой вышестоящей инстанции, которая могла бы скоординировать совместную разработку, основные усилия были сосредоточены на уже ведущихся проектах МБР «Пискипер» и БРПЛ «Трайдент-2». В командовании ВВС сослались на то, что «Пискипер» превосходила «КМ» по количеству доставляемых боевых блоков (десять против шести), в связи с чем в перспективе увеличивались эксплуатационные расходы на обслуживание большего количества ракет (ста против ста семидесяти) и большего штата ракетчиков на боевом дежурстве, привлечённых подразделений охраны и т. д. (в сумме около $3 млрд на постройку и оборудование требуемого количества шахт и ракетных баз). Кроме того, она уступала «Пискиперу» в плане точности по круговому вероятному отклонению боевых блоков от назначенных целей, по последствиям взрыва (по степени разрушения в эпицентре), и даже несмотря на то, что «КМ» была намного меньше «Пискипера» (достигая в весе около двух третей от массы последней и приблизительно на треть короче), она требовала для перевозки транспортных машин таких размеров и массы, которые превышали допустимые показатели требований к транспортным средствам на федеральных автодорогах. По совокупности качеств четырёх ракет, оценивавшихся в сравнении, «Пискипер» была признана отличной (outstanding) в то время «КМ» и «Минитмен-3» удовлетворительными (good), а «Миджетмен» минимально удовлетворяющей требованиям (fair) с устойчивостью перечисленных ракет к поражающим факторам ядерного взрыва до запуска и средствам противоракетной обороны противника после запуска по убыванию в указанном порядке («Пискипер» — наиболее устойчивая, «КМ» — норма, «Минитмен-3» — в пределах нормы, «Миджетмен» — наименее устойчивая). По степени разработанности и перспектив к скорейшей постановке на вооружение «КМ» и «Миджетмен» обе были признаны неудовлетворительными, особенно последняя. Сомнения у военных чинов также вызывал потенциал к одновременному выполнению требований ВВС в части доработки ракет под уже существующие шахтные пусковые установки и ВМС в части размещения ракет на подводных лодках. Увеличение количества шахтных пусковых установок в сравнении с «Пискипером» помимо расхода бюджетных средств имело и положительную сторону — это требовало от СССР увеличения в 1,7 раза арсенала средств ракетного нападения для нейтрализации американских ракетных войск в континентальных штатах, что однако было признано экономически нецелесообразным, поскольку угроза стратегическим объектам в глубине территории СССР была меньшей по сравнению с «Пискипером». Кроме того, живучесть сил ответного удара была крайне низкой, в соответствии с проведенными расчётами всего менее 10 % МБР вместе с обслуживающими их расчётами (то есть менее 17 ракет) были готовы к выполнению боевых задач в случае нанесения советского упреждающего удара, остальные к тому времени были бы выведены из строя. Из уцелевших после советского удара лишь незначительное количество смогло бы преодолеть советскую систему противоракетной обороны страны.

## Завершение проекта
Уильям Перри, выступая в поддержку проекта, акцентировал особое внимание на экономических аспектах данного вопроса. Примечательно, что Перри встретил оппозицию по этому вопросу со стороны своего же собственного помощника Сеймура Зейберга. Более того, в самой администрации Картера нашлись противники разработки и принятия на вооружение «КМ», ими были начальник Административно-бюджетного управления Джеймс Макинтайр и директор Центральной разведки адмирал Стэнсфилд Тёрнер. Свою позицию они мотивировали тем, что отдавая приоритет экономическим вопросам над соображениями военно-политического характера, США проигрывает СССР «гонку вооружений».
Выступая на заседании Подкомитета Сената по военным ассигнованиям 7 и 19 марта 1979 года, Перри предложил включить пункт о разработке «КМ» в приложение к Федеральному бюджету на 1979—1980 гг. одновременно с «Пискипером» и «Трайдентом-2». Тогда же, член Комитета Сената по вооружённым силам, сенатор от штата Вашингтон Генри Джексон, явно лоббировавший в Сенате США интересы консервативно настроенной части командования ВВС и связанного с ними крупного бизнеса, предложил вынести на голосование законопроект, который бы обязал администрацию Картера сосредоточить всё финансирование и дальнейшие усилия на доработке МБР «Пискипер» и тем самым делал «КМ» не нужной. Когда отстаиваемая Джексоном позиция в итоге пересилила, Перри и сторонники необходимости дальнейшей разработки «КМ», предложили компромиссный вариант: Не умаляя преимуществ «Пискипер» и необходимости постановки её на вооружение, использовать уже имеющиеся ШПУ подлежащих снятию с вооружения МБР «Минитмен» под размещение там «КМ». Ради сохранения проекта была предложена идея воздушного базирования ракет «КМ» на борту дежурящих в воздухе тяжёлых военно-транспортных самолётов, — таким образом ракеты были в большей степени защищены от вероятности их уничтожения в случае нанесения советской стороной упреждающего удара и готовы к установке в сохранившиеся в рабочем состоянии ШПУ по приземлении. В итоге проект «КМ» был свёрнут, поскольку текст поправки, принятой Конгрессом США по инициативе сенатора Джексона, оставлял за двумя указанными видами вооружённых сил право дальнейшей разработки и постановки на вооружение не более одного типа стратегических ракет с наибольшим забрасываемым весом (весом боевой части), что фактически исключало дальнейшую разработку дублирующих проектов как нецелесообразных.

## Тактико-технические характеристики
Источник информации : 
- Количество ступеней — четыре (стартовая, разгонная, маршевая и терминальная) + одна (выбрасывающая)
- Система наведения — астроинерциальная
- Боевые блоки — для поражения рассредоточенных целей, индивидуального наведения, маневрирующие

## Изображения
|                                        |                                      |                                      |                                        |
| Устройство ракеты в продольном разрезе | Эскиз транспортной машины с прицепом | Сопоставление размеров с другими МБР | Процесс стыковки боевой части к ракете |